# Death Then Nothing
Death Then Nothing – drugi album studyjny polskiej grupy muzycznej Armagedon. Wydawnictwo ukazało się 16 lutego 2009 roku nakładem wytwórni muzycznej Mystic Production.  W ramach promocji zespół odbył trasę koncertową Creative Act Of Music, podczas której wystąpił w dwunastu miastach w Polsce.

## Lista utworów
Opracowano na podstawie materiału źródłowego.
1. "Death Then Nothing" – 03:35
2. "Dead Code" – 03:06
3. "Enemy" – 03:16
4. "Blanket Of Silence" – 03:23
5. "Seeing Is Believing" – 03:18
6. "Bed Of Thorns" – 02:53
7. "Father Of Oblivion" – 02:58
8. "Emptiness Beyond Believe" – 03:00
9. "Betrayed" – 03:18
10. "F...End" – 03:42

## Twórcy
Opracowano na podstawie materiału źródłowego.
| - Sławomir Maryniewski – wokal prowadzący - Krzysztof Maryniewski – gitara prowadząca, gitara rytmiczna - Tomasz Solnica – gitara basowa - Rafał "Ra.V" Karwowski – gitara rytmiczna, gitara prowadząca |  | - Adam Sierżęga – perkusja - Szymon Czech – realizacja nagrań - Michał Loranc – okładka, oprawa graficzna |